# Ernst Lindner (Architekt)
Ernst Lindner (* 23. September 1870 in Skotschau; † 4. April 1956 in New York City) war ein österreichischer Architekt.

## Leben
Ernst Lindner wurde 1870 als Sohn des jüdischen Fabrikanten Hermann Lindner (1844–1932) und dessen Ehefrau Rosa (geb. Silberstein; 1846–1912) im österreichischen Teil Schlesiens geboren (heute Polen). Von 1891 bis 1894 studierte er in Wien an der Technischen Hochschule Architektur, wo Karl König zu seinen Lehrern gehörte. Nach Beendigung seines Studiums reiste er durch Italien und arbeitete dann 1894/95 bei der Baufirma Carl Korn in Bielitz und von 1896 bis 1898 im Atelier von Friedrich Schön in Wien. Im Jahr 1896 wurde er Mitglied des Österreichischen Ingenieur- und Architektenvereins.
Ab 1900 arbeitete er mit Theodor Schreier in Wien in einem gemeinsamen Architekturbüro und errichteten zahlreiche Wohnbauten, Schulen, Synagogen und Amtsgebäude. Um 1906 trennten sich Lindner und Schreier und arbeiteten eigenständig weiter. Lindner unterhielt ein Büro in Wien, arbeitete aber vor allem in Bielitz, wohin er gute Kontakt pflegte. In den ersten Jahren des 20. Jahrhunderts heiratete Lindner Irma Deutsch (1881–1954). Das Paar bekam die Kinder Karoline (1906–1953) und Valentin (1909–?).
Schon zu Beginn des Ersten Weltkriegs meldete sich Lindner freiwillig zum Kriegsdienst. Nach Kriegsende war die finanzielle Situation der Familie schwierig, da in Österreich die Bauwirtschaft kaum Aufträge verzeichnete und Bielitz nun zu Polen gehörte. Lindner nahm eine Stelle als technischer Leiter der Wiener Israelitischen Kultusgemeinde an, die er bis zu seiner Verrentung 1934 innehatte.
Nach dem Anschluss Österreichs an das nationalsozialistische Deutschland geriet die jüdische Familie zunehmend in Schwierigkeiten. Lindners Tochter war inzwischen mit einem sozialdemokratischen Widerstandskämpfer verheiratet, der interniert wurde. Sie flüchtete Ende 1938 nach England, die Eltern folgten ihr bald. Lindners Bruder Richard und dessen Familie kamen im Holocaust um.
Im Jahr 1943 wanderte Lindner mit seiner Frau schließlich in die USA aus und ließen sich in New York nieder. Lindner starb dort 1956 an den Folgen eines Sturzes.

## Werk

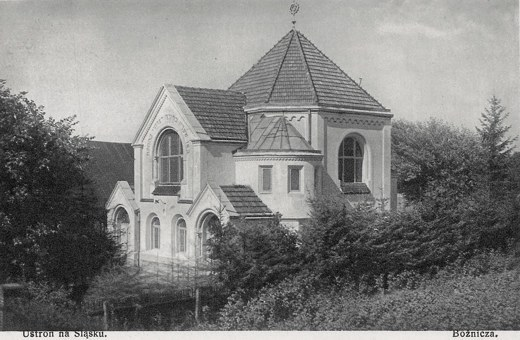
Synagoge Ustroń (zerstört)

Die frühesten Bauten, die in Zusammenarbeit mit Theodor Schreier entstanden, sind von Neobarock und Secessionsstil geprägt. Später wurden Lindners Bauten neoklassizistisch. Bedeutung hatte Lindner auch auf dem Gebiet des Synagogenbaus, mit dem er sich auch theoretisch intensiv auseinandersetzte.

## Werke

### Wohngebäude
- 1901: Wohnhaus Weinbrenner, Langenzersdorf (mit Theodor Schreier)
- 1903: Villa in Heiligenstadt, Wien 19 (mit Th. Schreier)
- 1904: Miethaus, Bielitz-Biala, ulica 3 Maja (Lenina) 1a (mit Schreier)
- 1905: Miethaus Bielitz-Biala, pl. Smolki 7 (mit Schreier)
- 1909: Zweifamilienhaus für Bürgermeister Sohlich in Skotschau
- 1910: Miethaus, Bielitz-Biala, Wzgorce (ulica Kosmonautow) 5
- 1911/12: Miethaus, Bielietz-Biala, ulica Podciene 2/Rynek 17
- 1911: Miethaus, Bielitz-Biala, pl. Smolki 4
- 1912: Miethaus, Bielitz-Biala, ulica 11 Listopada (Dzierzynskiego) 4
- 1912: Mietvilla, Wien 19, Huleschgasse 5–7
- 1914: Miethaus, Wien 1, Habsburgergasse 10 (mit Fr. Schön)

### Öffentliche Bauten

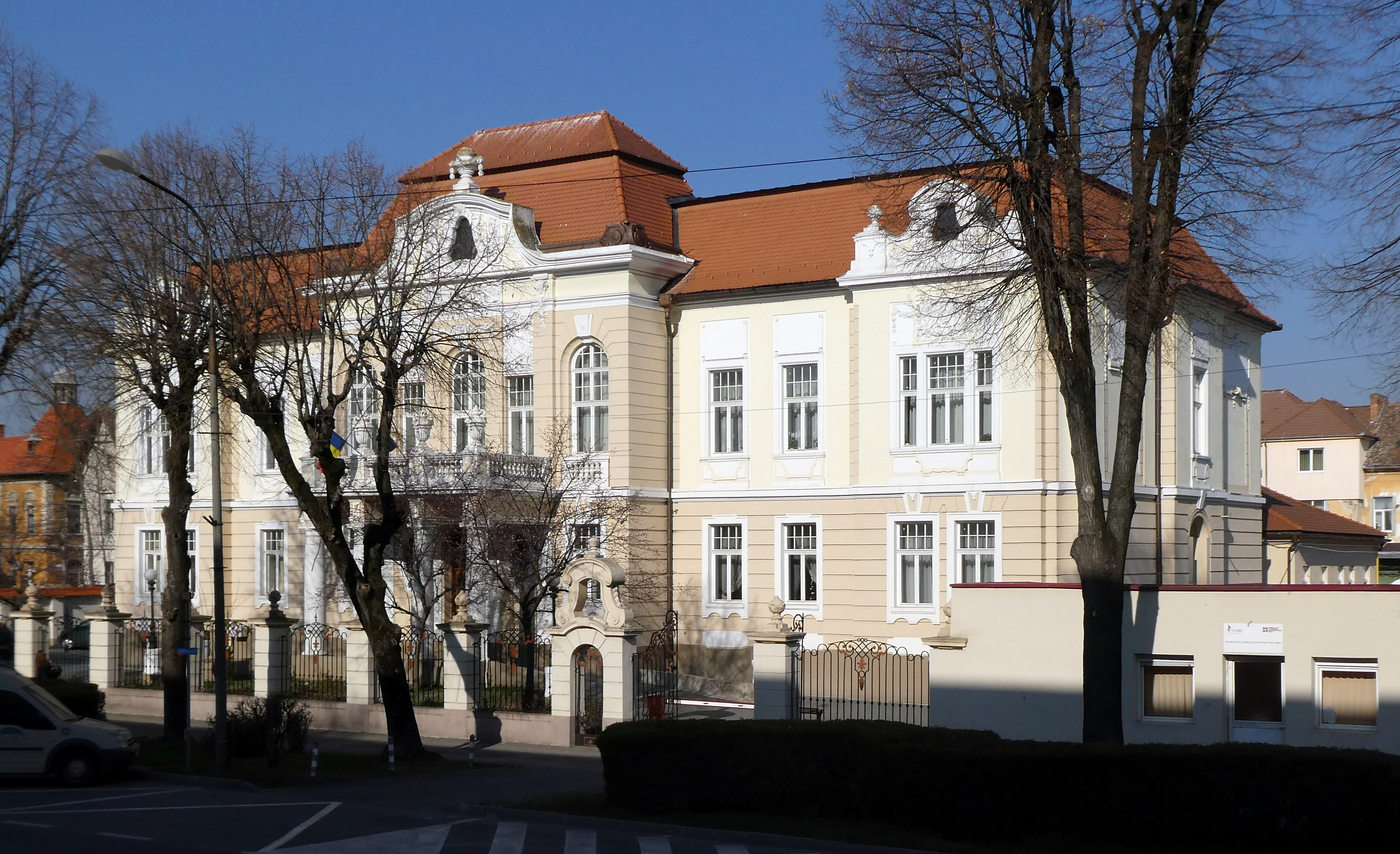
Korpskommandaturgebäude Hermannstadt, heute Rektorat der Lucian-Blaga-Universität

- 1899: Choleranotspital, Krakau (mit Th. Schreier)
- 1900: Synagoge Skotschau (mit Th. Schreier, nicht erhalten)
- 1902: Synagoge Ustroń (mit Th. Schreier)
- 1902–1904: Korpskommandaturgebäude Hermannstadt, Siebenbürgen (mit Schreier, heute Universität)
- 1903: Volks- u. Bürgerschule Skotschau (mit Th. Schreier)
- 1904: Amtshaus und Schule der Israelitischen Kultusgemeinde, Bielitz-Biala (mit Schreier)
- 1908: Synagoge Neutitschein (nicht erhalten)
- 1909: Gewerbeschule Bielitz-Biala
- 1921: Grabmal Popper-Lynkeus, Wien 11, Zentralfriedhof
- 1923: Renovierung des Stadttempels Wien 1, Seitenstettengasse 4